# 시카타촌 (효고현)
시카타촌(志方村)은 효고현 인나미군에 설치되었던 촌이다. 현재의 가코가와시에 해당한다.